# Ozineus arietinus
Ozineus arietinus là một loài bọ cánh cứng trong họ Cerambycidae.